# バンギャル
バンギャルとは、ヴィジュアル系バンドの熱心なファンである女性を指す言葉である。バンギャ、ギャと略すこともある。また年齢を重ねたバンギャルや、長くバンギャルをやっている女性をオバンギャ、バンギャルの男性版を「バンギャル男」「ギャ男」と呼ぶ。ヴィジュアル系バンドのファンの通称・総称として使用されることもある。はっきりした境界線があるわけではないが、基本的には「ヴィジュアル系バンドのファンであること」が実生活及び精神的に大きなウェイトを占めている女性を指す。ただし、音楽評論家の市川哲史は「90年代当時、そもそも<バンギャル>とはロック・バンド好きの女子全般を指す言葉で現在のようなV系限定使用ではなかった。」と指摘している。

## 歴史
ナゴム系のファンであるナゴムギャルを現在のバンギャルの先祖的な存在であるとする説もある。
バンギャをはじめとするヴィジュアル系のファンは当初ヤンキー的だったが、次第にオタク的になっていったとされる。音楽評論家の市川哲史は、90年代初期のXのライヴ会場では「バンド名やメンバー名、歌詞を背中一面に金糸で刺繍した特攻服や長ランを着た連中が目立」ち、会場の外には「ヤンキーの改造車」が並んでいたと証言しており、このようにヤンキー的だったヴィジュアル系のファン層が95年頃から徐々にオタク的な層へと変化したのではないかと分析している。音楽ライターの藤谷千明は、1996年デビューのSHAZNAの登場はまさにその象徴であったと述べ、「自分をキャラクター的に表現するというのは、現代の2.5次元的なヴィジュアル系に通じている」と主張している。このような変化の要因として、市川はYOSHIKIが拠点を日本からLAへと移したことをあげている。また、90年代末頃からヤンキーの聴く音楽が多様性を見せ始め、2000年代中頃からはEXILEがその人気を独占したのも要因としてあったといわれている。
市川は、このようなバンギャル側の変化に伴って、ヴィジュアル系バンドの側もヤンキー的なものからオタク的なものへと変化していったと結論づけている。

## ファッション

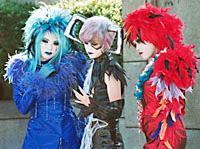
ヴィジュアル系バンド（MALICE MIZER）のコスプレ。

ファンの中には、バンドのメンバーと同じような服や、バンドの衣装を作っているブランドの同じ服を着たり、手作りをしたりといった、コスプレをする者が多い。また、ゴシック・アンド・ロリータはバンギャルの服装が発祥だともいわれている。

## 精神性
ヴィジュアル系バンドのファンには「メンヘラ・カルチャー」があるといわれている。一方、90年代のヴィジュアル系のファンは「コスプレしてライヴ行って、開演前から円陣組んで気合い入れの雄叫びあげて、ライヴ中は撥ねて飛んでヘドバンしてストレス発散」するなど、みな思い思いにライブを健全に楽しんでおり、メンヘラといった印象を抱いたことはないと評論家の市川哲史は述べている。これに対し、ライターの藤谷千明は「ヴィジュアル系における狂気や病みが変質したのも、ゼロ年代」ではないかと述べ、「ヴィジュアル系が表現する闇や病みも」「<ここではないどこか>から<いまここ>になった」結果、メンヘラカルチャーがうまれたのではないかと指摘している。
他方、筋肉少女帯の大槻ケンヂは「バンギャの一番好きなものは『旅』なんだ」とし、「彼女たちは『ここではないどこか』『今ではないいつか』へ行きたいの。僕も49歳の今でもそう思って生きている。仲の良い友達とずっと旅をしてたいの、バンドはそのお題目なの」と指摘している。
また、バンギャルはバンドの見た目だけを重視し、音楽性や批評には興味を持たないと思われがちであるが、市川は「いまでもV系の原稿を書くたびにやたら反応がいいから、」メディア側のアプローチをうまく考えれば、ヴィジュアル系批評自体にも需要はあると感じるという。

## バンギャルを題材とした作品

### 文学
- 雨宮処凛『バンギャル ア ゴーゴー（上）』（ISBN 978-4062120753）、『バンギャル ア ゴーゴー（下）』（ISBN 978-4062133692）
  - 自身がバンギャルであった頃(1990年代初頭〜中盤）の体験をベースに書かれた小説。当時のバンギャルの風俗や心理が描写されている。
- 大槻ケンヂ
  - バンギャルの行動や思考を題材にしたエッセイが多数ある。

### 漫画
- 蟹めんま『バンギャルちゃんの日常』（ISBN 978-4047283268）、『バンギャルちゃんの日常2』（ISBN 978-4047291799）[24]
  - 個人ブログ「蟹めんまのバンギャル漫画」を改題してエンターブレインから書籍化。
- 竹内佐千子『おっかけ!』（ISBN 978-4893087485）[25]
  - ヴィジュアル系バンドの追っかけについて描かれている[25]。
- 所テン子『the秘密のバンギャルちゃん』[25]
  - 竹書房サイト「ゆるっとcafe」の連載からの書籍化。
- マキボロス『バンギャループ』（ISBN 978-4-04-067931-0）
  - 『GANMA!』において連載され、KADOKAWA/メディアファクトリーより書籍化。

### 映画
- 絵のない夢
  - ヴィジュアル系バンドのボーカリストに貢ぐため、売春するバンギャルを主人公にした作品[26]。

### テレビ
- 黒族 追っかけに命賭けてます
  - かつてフジテレビ系列で放送されていたバラエティ番組「はねるのトびら」にて行われていたコント。架空のヴィジュアル系ロックバンド・ピンクハレルヤの熱狂的な信者たち（女性ファン、所謂バンギャル）が様々な場所で大暴れするという内容。

### 楽曲
- 人格ラヂオ「バンギャル症候群」[27]
  - バンドメンバーに対し自分に振り向いてほしいと願う少女を主人公にした歌詞[28]。
  - ライブではヴォーカルの悠希がヘッドドレスをつけてロリータ・ファッションを模した扮装をするパフォーマンスを行い、ロリータ・ファッション姿の女性スタッフがバックダンサーとして参加することもある。
- ゴールデンボンバー「†ザ・V系っぽい曲†」[27]
  - 好きなバンドが人気が出るにつれてメイクや曲が変わっていくことに不満や淋しさを覚えるバンギャルの心理が歌詞で描写されている。

## バンギャル・ギャ男であることを明らかにしている有名人
- 柳原可奈子（お笑い芸人）
  - 自身のブログ上で、ヴィジュアル系バンドPIERROTの解散について述べた際に、自分のことを「オバンギャ」と発言した[29]。

## バンギャル系ファッション雑誌
- KERA
  - バンギャルを対象としたファッションを扱う[30]。